# Ерик

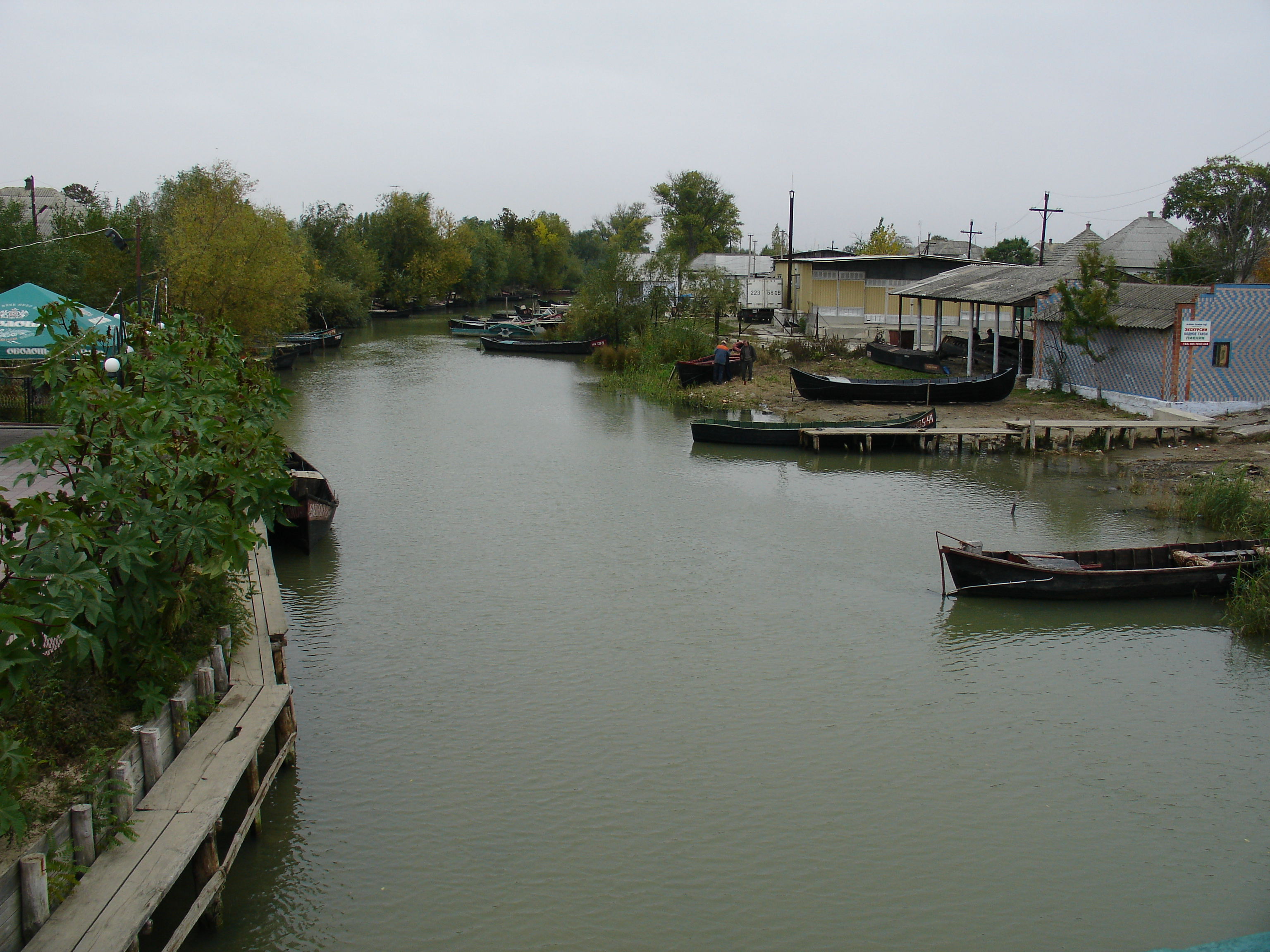
Ерик в городе Вилково.

Е́рик, Е́ричек — относительно узкая протока, соединяющая озёра, заливы, протоки и рукава рек между собой, а также с морем. 
Названия е́рик, е́ричек были употребляемы в юго-восточной Руси (России) и в словаре Даля, часть покинутого русла реки показано первым, а узкий, глубокий пролив из реки в озеро, между озерами и ильменями вторым. Также искусственный осушительный канал некоторые называют ериком.
В других землях (краях, странах) России для части покинутого русла реки, куда по весне заливается вода и остается в долгих яминах, а также глухой, непро́точный рукав реки, образовавшийся из стари́цы употребляются названия старица, речи́ще, узёк, глуш́ица, подстёпок и так далее.
На начало XX столетия, название для протока — ерик было особенно распространено по северном побережью Каспийского моря и в низовьях реки Волги. 
Ерики бывают глухими, проточными, постоянные и временные (сухие старицы или ложбины). Они располагаются в поймах рек или между озёрами.
Слово «ерик» объясняется (см. этимологический словарь Макса Фасмера) как давнее заимствование из тюркских языков (ср. с позже заимствованными арыками и упомянутыми в «Слове о полку Игореве» яругами).
Это название особенно распространено по северному побережью Каспийского моря (на Прикаспийской низменности) и в низовьях Волги, Дона, Кубани и Днепра. Также встречается в других местностях, например, река Фонтанка в первые годы существования города Санкт-Петербурга называлась Безымянным Ериком.
Слово «ерик» входит во многие топонимы (Солёный Ерик, Ерик-Шопино, Казачий Ерик и тому подобные).
Также слово «ерик» используется для обозначения многочисленных каналов города Вилково: Булат Окуджава в 1962 году после посещения Вилкова написал очерк «Город на ериках».